# Carrie-Anne Moss
Carrie-Anne Moss (n. 21 august 1967, Burnaby, Columbia Britanică, British Columbia, Canada) este o actriță canadiană, cunoscută în special pentru rolul lui Trinity în trilogia de filme The Matrix începând cu The Matrix (1999). A mai jucat în filme ca Memento și Chocolat (both 2000), Snow Cake (2006), Disturbia (2007) și Unthinkable (2010).

## Biografie

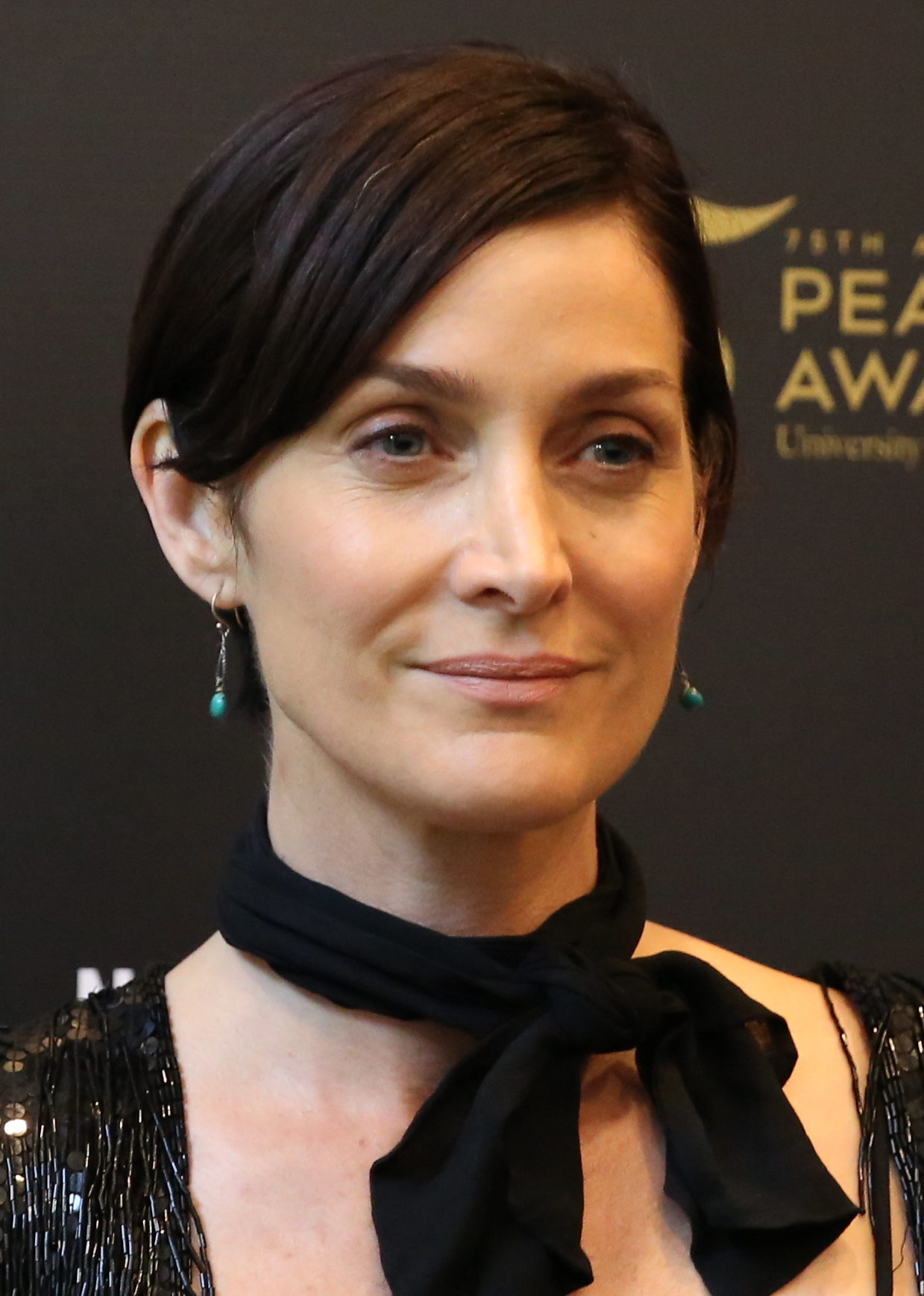
Carrie-Anne Moss în 2016

Carrie a început deja din școală cariera de fotomodel. Ea primește în anul 1991 un rol în filmul TV serial american "Dark Justice", după care se hotărăște să se stabilească în Los Angeles unde va juca în mai multe filme și piese de teatru. Alături de actorul Nick Mancuso, joacă în 1993 rolul Lizei în serialul Matrix, va juca în seriale următoare ca L.A. Law, Baywatch, Models Inc. și Viper.

## Filmografie

### Filme
| An   | Titlu                       | Rol                          | Note                                          |
| ---- | --------------------------- | ---------------------------- | --------------------------------------------- |
| 1994 | The Soft Kill               | Jane Tanner                  |                                               |
| 1994 | Flashfire                   | Meredith Neal                |                                               |
| 1995 | Terrified                   | Tracy                        | cunoscut și ca Evil Never Sleeps sau Toughguy |
| 1996 | Sabotage                    | Louise Castle                |                                               |
| 1997 | Lethal Tender               | Melissa Wilkins              |                                               |
| 1997 | The Secret Life of Algernon | Madge Clerisy                |                                               |
| 1999 | The Matrix                  | Trinity                      |                                               |
| 1999 | New Blood                   | Leigh                        |                                               |
| 2000 | Chocolat                    | Caroline Clairmont           |                                               |
| 2000 | Red Planet                  | Cmdr. Kate Bowman            |                                               |
| 2000 | Memento                     | Natalie                      |                                               |
| 2000 | The Crew                    | Detectiv Olivia Neal         |                                               |
| 2003 | The Matrix Reloaded         | Trinity                      |                                               |
| 2003 | The Matrix Revolutions      | Trinity                      |                                               |
| 2003 | The Animatrix               | Trinity                      | Rol de voce                                   |
| 2004 | Suspect Zero                | Fran Kulok                   |                                               |
| 2005 | The Chumscrubber            | Jerri Falls                  |                                               |
| 2005 | Sledge: The Untold Story    | Rolul ei/Girlfriend in movie |                                               |
| 2006 | Fido                        | Helen Robinson               |                                               |
| 2006 | Snow Cake                   | Maggie                       |                                               |
| 2006 | Mini's First Time           | Diane Droggs Tennan          |                                               |
| 2007 | Disturbia                   | Julie Brecht                 |                                               |
| 2007 | Normal                      | Catherine                    |                                               |
| 2008 | Fireflies in the Garden     | Kelly Hanson                 |                                               |
| 2009 | Love Hurts                  | Amanda Bingham               |                                               |
| 2010 | Unthinkable                 | Agent Helen Brody            |                                               |
| 2012 | Silent Hill: Revelation 3D  | Claudia Wolf                 |                                               |
| 2012 | Knife Fight                 | Penelope                     |                                               |
| 2013 | The Clockwork Girl          | Admiral Wells                | Voce                                          |
| 2013 | Compulsion                  | Saffron                      |                                               |
| 2014 | Unity                       | Narator                      | Documentar                                    |
| 2014 | Pompeii                     | Aurelia                      |                                               |
| 2014 | Elephant Song               | Olivia                       |                                               |
| 2015 | Pirate's Passage            | Kerstin Hawkins (voce)       |                                               |
| 2015 | Unity                       | Narator                      | Documentar                                    |
| 2015 | Frankenstein                | Elizabeth Frankenstein       |                                               |
| 2016 | Brain on Fire               | Rhona Nack                   |                                               |
| 2017 | The Bye Bye Man             | Detectiv Shaw                |                                               |
| 2021 | The Matrix Resurrections    | Trinity                      |                                               |
| TBA  | Chocolate Lizards           | Faye                         |                                               |

### Televiziune
| An           | Titlu             | Rol                     | Note                                     |
| ------------ | ----------------- | ----------------------- | ---------------------------------------- |
| 1991         | Dark Justice      | Tara McDonald           |                                          |
| 1991         | Street Justice    | Jennifer                |                                          |
| 1992         | Forever Knight    | Monica Howard           |                                          |
| 1993         | Matrix            | Liz Teel                |                                          |
| 1993         | Doorways          | Laura                   | pilot TV nedifuzat                       |
| 1993         | Silk Stalkings    | Lisa/Lanax Bannon       |                                          |
| 1994         | Models Inc.       | Carrie Spencer          |                                          |
| 1994         | Baywatch          | Gwen Brown/Mattie Brown |                                          |
| 1995         | Nowhere Man       | Karin Stoltz            |                                          |
| 1996–1997    | F/X: The Series   | Lucinda Scott           |                                          |
| 1996         | Due South         | Irene Zuko              | Episodul "Juliet is Bleeding"            |
| 2007         | Suspect           | Lt. Chivers             | pilot TV                                 |
| 2008         | Pretty/Handsome   | Elizabeth Fitzpayne     | pilot TV                                 |
| 2011         | Normal            | Ann Brown               | pilot TV                                 |
| 2011–2012    | Chuck             | Gertrude Verbanski      | 4 episoade                               |
| 2012         | Vegas             | Katherine O'Connell     | 21 episoade                              |
| 2014         | Crossing Lines    | Amanda Andrews          | 4 episoade                               |
| 2015–2019    | Jessica Jones     | Jeri Hogarth            | 34 episoade                              |
| 2016         | Daredevil         | Jeri Hogarth            | Episodul: "A Cold Day in Hell's Kitchen" |
| 2016         | Humans            | Athena Morrow           | 8 episoade                               |
| 2016         | Man Seeking Woman | Joan Dillon             | Episodul: "Eel"                          |
| 2017         | Iron Fist         | Jeri Hogarth            | 3 episoade                               |
| 2017         | The Defenders     | Jeri Hogarth            | Episodul: "Mean Right Hook"              |
| 2019-present | Wisting           | Maggie Griffin          | 11 episoade                              |
| 2019–2020    | Tell Me a Story   | Rebecca Pruitt          | 10 episoade (Sezonul 2)                  |

### Jocuri video
| An   | Titlu                          | Voce              | Note                                                                         |
| ---- | ------------------------------ | ----------------- | ---------------------------------------------------------------------------- |
| 2003 | Enter the Matrix               | Trinity           | FMV                                                                          |
| 2010 | Mass Effect 2                  | Aria T'Loak       |                                                                              |
| 2012 | Mass Effect 3                  | Aria T'Loak       |                                                                              |
| 2021 | Mass Effect: Legendary Edition | Arhivă audio      |                                                                              |
| 2021 | The Matrix Awakens             | Rolul ei/ Trinity | Voce și captură de mișcare, demo tie-in tech pentru The Matrix Resurrections |
| 2022 | Horizon Forbidden West         | Tilda             | Voce și captură de mișcare                                                   |

## Premii și nominalizări
| An   | Titlu                  | Premiu                                                                              | Rezultat     |
| ---- | ---------------------- | ----------------------------------------------------------------------------------- | ------------ |
| 1999 | The Matrix             | Empire Award for Best Newcomer (tied with Damien O'Donnell)                         | Câștigat     |
| 1999 | The Matrix             | MTV Movie Award for Breakthrough Female Performance                                 | Nominalizare |
| 1999 | The Matrix             | Saturn Award for Best Actress                                                       | Nominalizare |
| 2000 | Chocolat               | Screen Actors Guild Award for Outstanding Performance by a Cast in a Motion Picture | Nominalizare |
| 2000 | Memento                | Independent Spirit Award for Best Supporting Female                                 | Câștigat     |
| 2000 | Memento                | Chlotrudis Award for Best Supporting Actress                                        | Nominalizare |
| 2000 | Memento                | Las Vegas Film Critics Society Award for Best Supporting Actress                    | Nominalizare |
| 2003 | The Matrix Revolutions | Teen Choice Award for Choice Movie Actress – Drama/Action Adventure                 | Nominalizare |
| 2006 | Fido                   | Vancouver Film Critics Circle Award for Best Actress in a Canadian Film             | Câștigat     |
| 2006 | Snow Cake              | Genie Award for Best Performance by an Actress in a Supporting Role                 | Câștigat     |